# ريتشارد سالتر
ريتشارد سالتر (بالإنجليزية: Richard Salter)‏ هو مغني ومغني أوبرا بريطاني، ولد في 12 نوفمبر 1943، وتوفي في 1 فبراير 2009 في كارلسروه في ألمانيا.

## وصلات خارجية
- ريتشارد سالتر على موقع ميوزك برينز (الإنجليزية)
- ريتشارد سالتر على موقع ميوزك برينز (الإنجليزية)
- ريتشارد سالتر على موقع أول ميوزيك (الإنجليزية)
- ريتشارد سالتر على موقع ديسكوغز (الإنجليزية)